# صلتک
صلتک (به عربی: صلتک‎‎) یک سازمان خصوصی و مردم نهاد در کشور قطر است که در سال ۲۰۰۸ توسط موزا بنت ناصر مادر امیر فعلی کشور قطر بنا نهاده شد. سازمان صلتک برپایهٔ آموزش به دنبال ایجاد فرصت‌های شغلی و فرصت‌های اقتصادی برای جوانان در جهان عرب است و در سال ۲۰۱۶ در ۱۶ کشور فعال بوده‌است. ریاست فعلی این مجموعه به عهده صباح الهیدوس است.